# Додо (бэйлэ)
Айсиньгиоро Додо (愛新覺羅 多鐸, 2 апреля 1614 — 29 апреля 1649) — крупный маньчжурский полководец, «принц Ю первого ранга» (和碩豫通親王) (1636—1649).

## Биография
Представитель маньчжурского ханского рода Айсин Гёро. Пятнадцатый сын Нурхаци (1559—1626), основателя маньчжурской династии Цин. Его матерью была Сяолэ (леди Абахай) (1590—1626), происходившая из маньчжурского клана Ула. Родные братья — принцы Доргонь и Аджигэ.
В 1620 году Додо получил от своего отца Нурхаци титул «бэйлэ» и стал командующим одного из маньчжурских знамён. В 1628 году Додо участвовал в военных кампаниях своего старшего брата Абахая против Чахарского ханства. В 1629 году участвовал в военном походе Абахая на Минский Китай. В 1631 году бэйлэ Додо принимал участие в новом походе Абахая на Китай. В 1632 году принял участие в успешном походе Абахая против Чахарского ханства. В 1635 году Додо был назначен командующим маньчжурской армии в войне с империей Мин. В 1636 году Додо получил от своего старшего брата Абахая титул князя Ю, участвовал в военной кампании Абахая против Кореи, где одержал победу над корейским войском. В 1638 году Додо поссорился с Абахаем и был понижен в должности. В 1641 году Додо участвовал в битве с китайской армией под Сэнгдзине.
В 1644 году бэйлэ Додо участвовал в успешной военной кампании своего старшего брата Доргоня против Китая. Отличился в боях против повстанческой армии под командованием Ли Цзычена. Во главе 20-тысячной армии, состоящей из маньчжуров и китайцев, Додо разгромил главные силы повстанческой армии и изгнал мятежников из провинции Хэнань. В 1645 году Додо командовал маньчжурскими войсками при завоевании Китая. В 1646 году подавил восстание монгольского племени сунит. В 1647 году Додо был назначен регентом и соправителем своего брата Доргоня.
В апреле 1649 года 35-летний бэйлэ Додо скончался от оспы в Пекине. От десяти жён он имел восемь сыновей.